# Crihana
Crihana è un comune della Moldavia situato nel distretto di Orhei di 1.686 abitanti al censimento del 2004

## Località
Il comune è formato dall'insieme delle seguenti località (popolazione 2004):
- Crihana (575 abitanti)
- Cucuruzenii de Sus (569 abitanti)
- Sirota (542 abitanti)